# سیارک ۹۷۸۰
سیارک ۹۷۸۰ (به انگلیسی: 9780 Bandersnatch، نامگذاری:1994SB) نه هزار و هفتصد و هشتادمین سیارک کشف شده‌است که در ۲۵ سپتامبر ۱۹۹۴ کشف شد.
قدر مطلق سیارک برابر ۱۳٫۱۰ است.